# Ризле, Александер
Альберт Вильгельм Александер Ризле (нем. Albert Wilhelm Alexander Riesle; 4 мая 1908, Ганновер, Германская империя — 14 ноября 2001, Таунусштайн, Германия) — гауптштурмфюрер СС, служащий зондеркоманды 4а, входящей в состав айнзацгруппы C и осуждённый военный преступник.

## Биография
Александер Ризле родился 4 мая 1908 года в семье часовщика Роберта Ризле и его супруги Доры. Посещал начальную школу, потом среднюю. В 1925 году получил среднее общее образование. Впоследствии ходил сначала в частную школу, затем в высшее училище, которое окончил в 1930 году, сдав экзамены на аттестат зрелости. После двух с половиной лет получения коммерческого образования в типографии в Ганновере до конца июня 1939 года работал в качестве представителя торговой компании.
1 марта 1933 года вступил в НСДАП (билет № 1512474) и с мая 1933 по 1934 год состоял Штурмовых отрядах (СА). В рядах нацистской партии он занимал должность руководителя нижнего звена. В 1937 году поступил на службу в уголовную полицию Ганновера. В 1940 году был зачислен в ряды СС. С весны 1941 году служил в уголовной полиции в Карлсбаде. С 25 сентября 1941 года состоял в зондеркоманде 4a в составе айнзацгруппы C под руководством Пауля Блобеля. Подразделение проводило многочисленные массовые убийства евреев, коммунистов и других групп населения. Так, например, в конце сентября 1941 года под Киевом в ходе массового убийства в Бабьем Яру был убит 33 771 еврей. До сентября 1942 года почти беспрерывно Ризле служил в зондеркоманде. Его последним командиром являлся штандартенфюрер СС Ойген Штаймле. Впоследствии до конца войны в качестве комиссара служил в отделении уголовной полиции в Маннгейме.
До 1950 года скрывался под именем Бернд Клаазен в Хайльброне. В послевоенные годы Ризле управлял таксомоторной компанией и, кроме того, был предпринимателем в Висбадене. 11 августа 1966 года был арестован и помещён в предварительное заключение. 2 октября 1967 года вместе с Куно Каллсеном и Августом Хефнером стал фигурантом на процессе по делу об айнзацгруппах в Дармштадте. 29 ноября 1968 года за пособничество в убийстве в одном случае был приговорён к 4 годам тюремного заключения. 5 апреля 1973 года приговор был утверждён верховным федеральным судом ФРГ, и он вступил в законную силу. С 26 июня 1975 года отбывал наказание в тюрьме в Буцбахе. 1 марта 1978 года был освобождён.